# Suðurland
Le Suðurland, littéralement « terre du Sud », est l'une des huit régions de l'Islande. Son chef-lieu est Selfoss.

## Démographie
| Année | Population | Pourcentage de la population islandaise |
| ----- | ---------- | --------------------------------------- |
| 1920  | 13 785     | 14,60 %                                 |
| 1930  | 13 694     | 12,61 %                                 |
| 1940  | 13 555     | 11,15 %                                 |
| 1950  | 13 826     | 9,58 %                                  |
| 1960  | 16 018     | 8,94 %                                  |
| 1970  | 18 052     | 8,82 %                                  |
| 1980  | 19 637     | 8,49 %                                  |
| 1990  | 20 402     | 7,92 %                                  |
| 2000  | 21 119     | 7,41 %                                  |
| 2007  | 23 478     | 7,46 %                                  |
| 2020  | 28 399     | 7,80 %                                  |
| 2022  | 29 987     | 7,96 %                                  |

## Municipalités du Suðurland
- Population en 2022:
- Árborg (10 834 habitants)
- Ásahreppur (261 habitants),
- Bláskógabyggð (1 164 habitants),
- Flóahreppur (694  habitants),
- Grímsnes- og Grafningshreppur (525 habitants),
- Hornafjörður (2 450 habitants),
- Hrunamannahreppur	(818  habitants),
- Hveragerði (2 984 habitants),
- Mýrdalshreppur (814 habitants),
- Rangárþing eystra (1 971 habitants),
- Rangárþing ytra (1 810 habitants),
- Skaftárhreppur (641 habitants),
- Skeiða- og Gnúpverjahreppur (576 habitants),
- Ölfus (2 481 habitants),
- Vestmannaeyjar (4 414 habitants)

## Comtés du Suðurland
Árnessýsla • Rangárvallasýsla • Vestur-Skaftafellssýsla

## Galerie

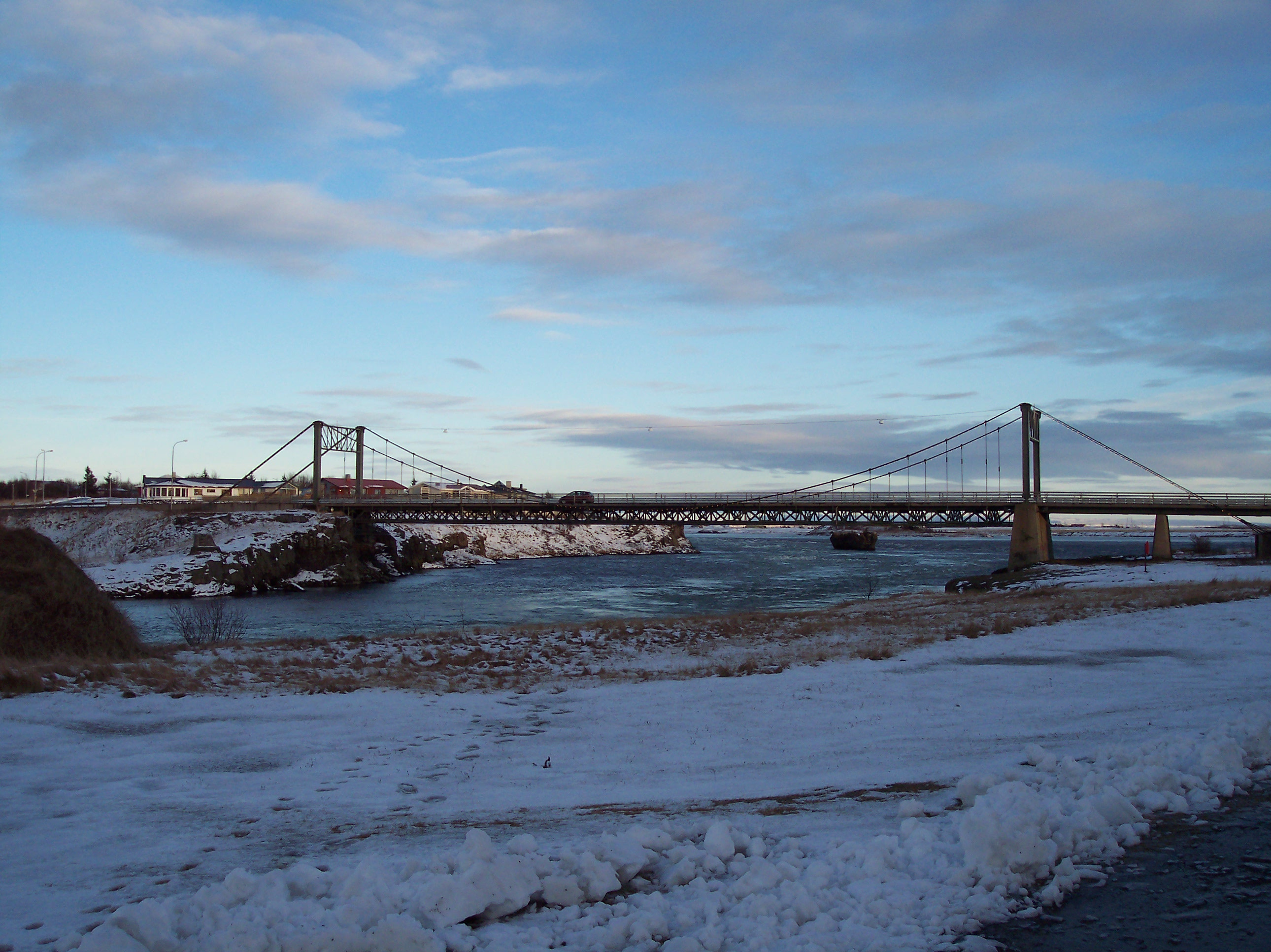
L'Ölfusárbrú qui traverse la rivière Ölfusá à Selfoss.
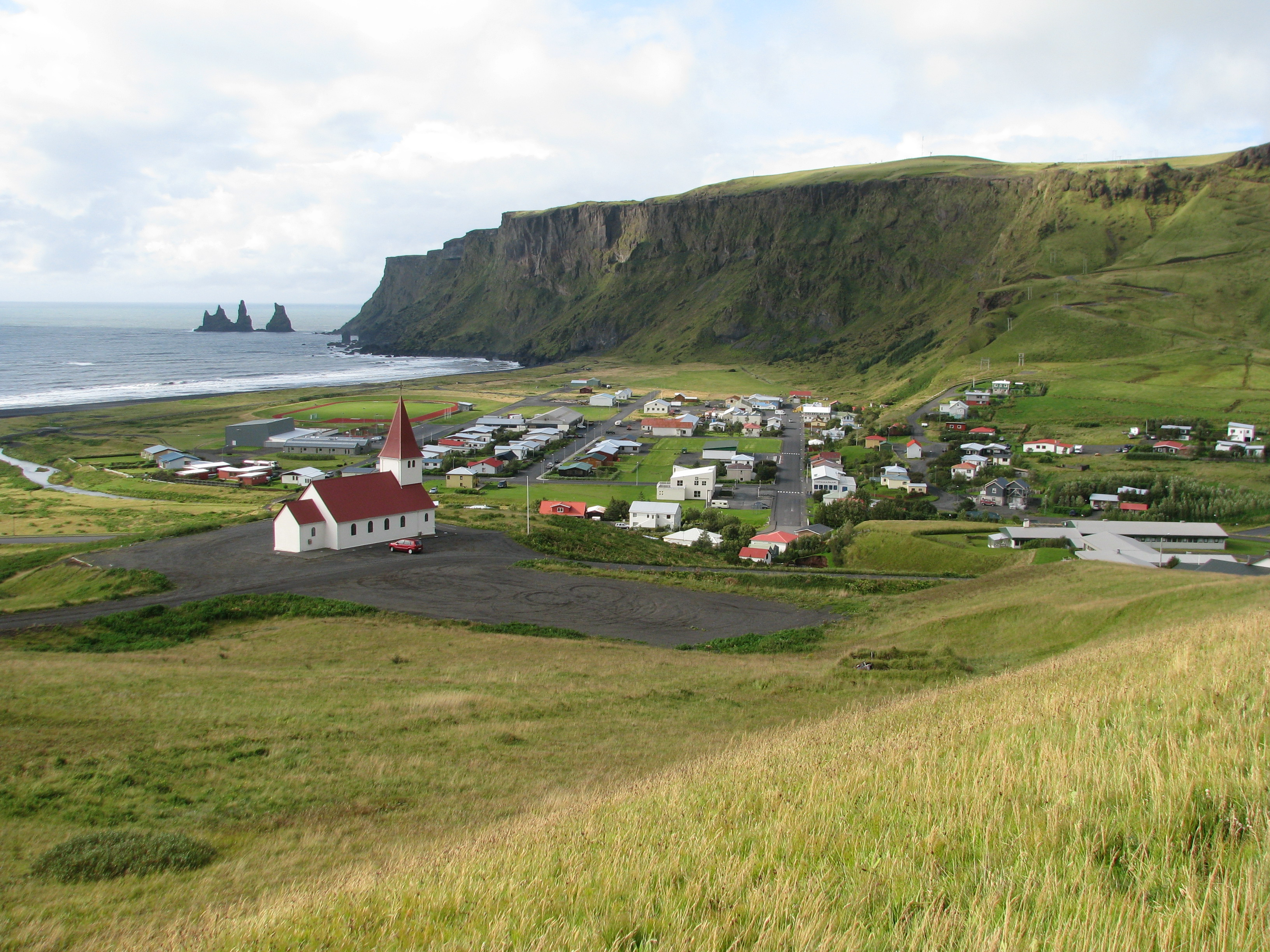
Vík í Mýrdal.
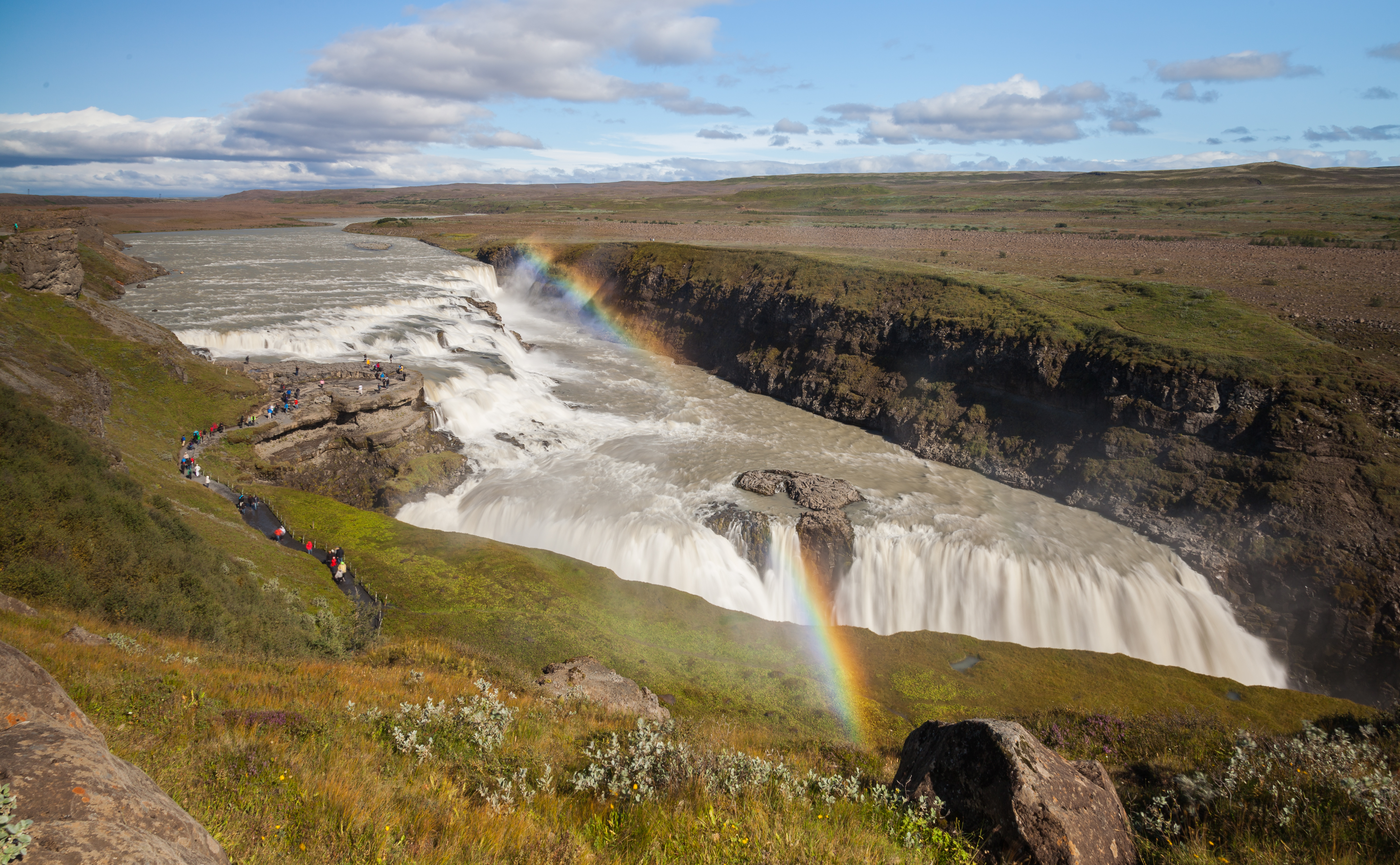
Gullfoss.
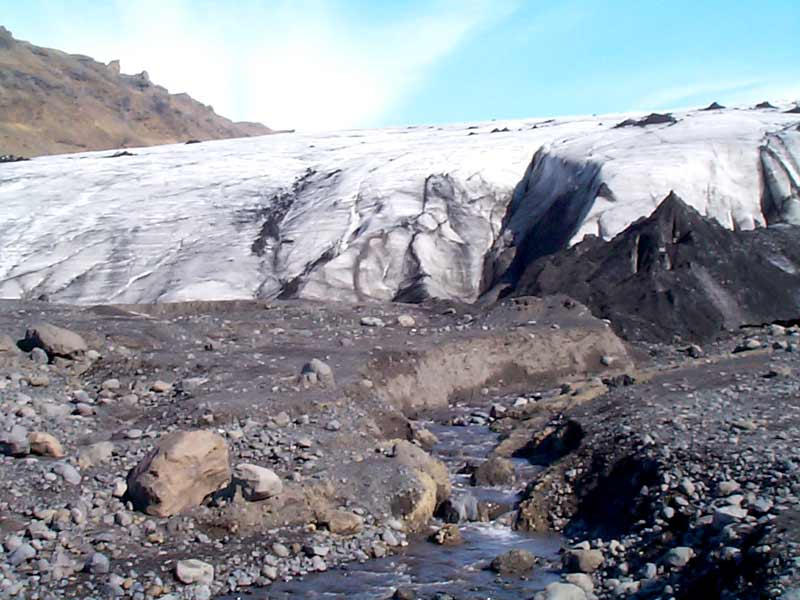
Le glacier Mýrdalsjökull.
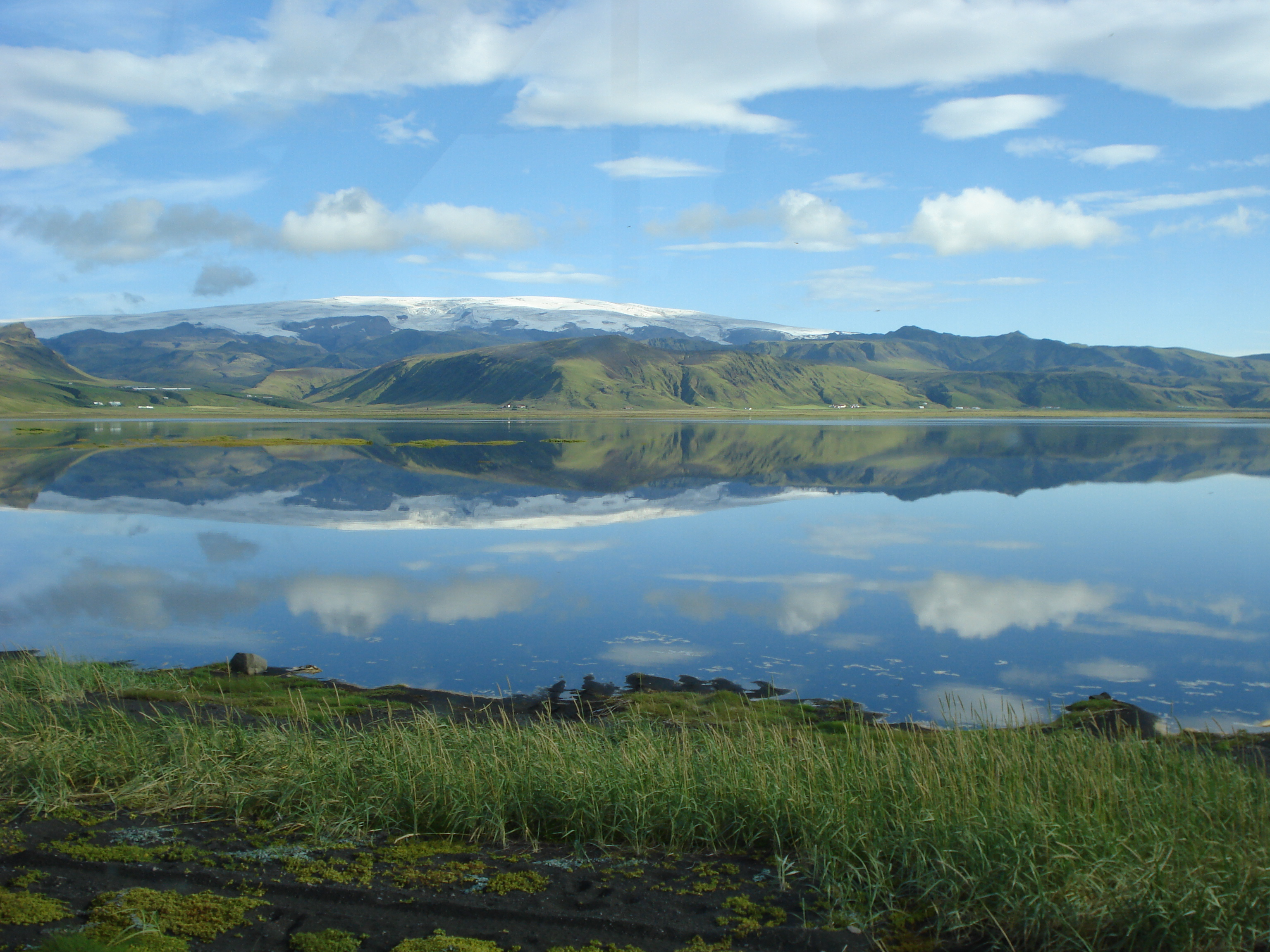
Le volcan Katla recouvert par le Mýrdalsjökull.
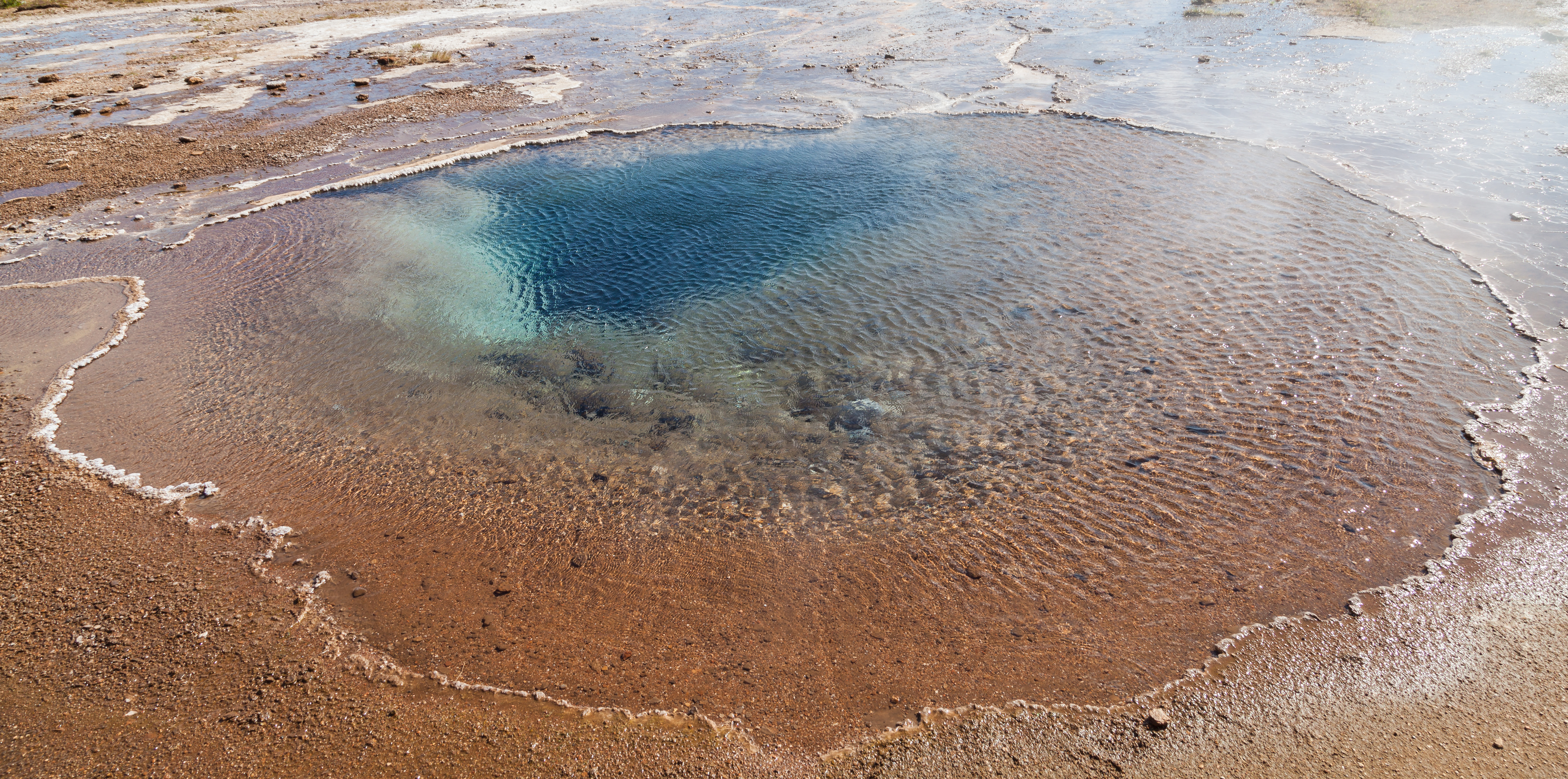
Le bassin de Blesi, à côté du Geysir.
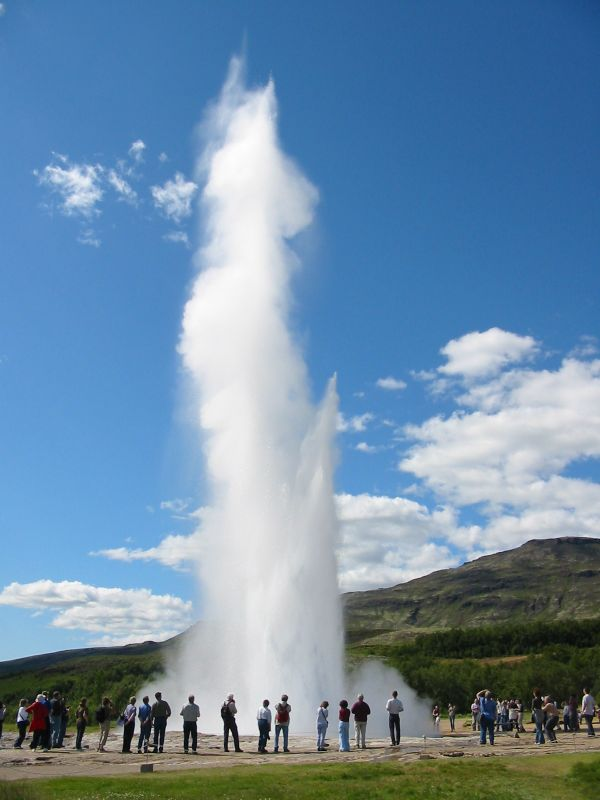
Le Strokkur.